# Interrupce v Moldavsku
Interrupce v Moldavsku je na vyžádání legální během prvních 12 týdnů těhotenství a obecně je povolena do 28 týdnů z celé řady důvodů stanovených ministerstvem zdravotnictví. Ministerstvo zdravotnictví nařizuje potraty do dvacátého druhého týdne v případě ohrožení zdraví, těhotenství v důsledku zločinu, plodu s genetickými vadami nebo ze sociálních důvodů a potraty jsou povoleny do dvacátého osmého týdne, pokud má plod závažné malformace nebo vrozený syfilis. Potraty musí být prováděny v autorizovaných zdravotnických zařízeních porodníky a gynekology.
Před nezávislostí se potraty v Moldavsku řídily potratovými zákony Sovětského svazu. Potratové zákony se od té doby výrazně nezměnily.
Míra potratů v Moldavsku od získání nezávislosti prudce klesla. V roce 1989 hlásila Moldavská sovětská socialistická republika míru 93,0 potratů na 1 000 žen ve věku 15 až 44 let, což byla jedna z nejvyšších hlášených četností v Sovětském svazu; skutečná sazba byla mnohem vyšší. Míra potratů klesla na 50 v roce 1994, 38,8 v roce 1996, 30,8 v roce 1998 a 17,6 v roce 2004. V roce 2010 činila míra potratů 18,0 potratů na 1000 žen ve věku 15–44 let.
Mateřská úmrtnost v důsledku nebezpečných potratů zůstává v Moldavsku problémem.
V roce 2006 byla mladá žena zatčena za nezákonný potrat, usvědčena z úmyslné vraždy a odsouzena k 20 letům vězení. Po mezinárodním tlaku byla v roce 2012 osvobozena.